# Exocentroides multispinicollis
Exocentroides multispinicollis är en skalbaggsart som beskrevs av Stefan von Breuning 1957. Exocentroides multispinicollis ingår i släktet Exocentroides och familjen långhorningar.
Artens utbredningsområde är Madagaskar. Inga underarter finns listade i Catalogue of Life.